# Новинка (Приморский край)
Нови́нка — село в Спасском районе Приморского края, входит в состав Прохорского сельского поселения.

## География
Село Новинка — спутник города Спасск-Дальний, примыкает к нему с юго-востока.
Расстояние до районного центра невелико, около полукилометра.
Восточнее села проходит автотрасса «Уссури».

## Население
| 1970 | 1979 | 2002 | 2003 | 2010 |
| ---- | ---- | ---- | ---- | ---- |
| 300  | ↘259 | ↗263 | ↗264 | ↘239 |

## Улицы
| - ул. Лесная, - пер. Мира, - ул. Мира, - ул. Новая, - ул. Тополиная. |

## Экономика
Сельскохозяйственные предприятия Спасского района.